# Liste der Nummer-eins-Hits in Frankreich (2009)
Diese Liste enthält alle Nummer-eins-Hits in Frankreich im Jahr 2009. Es gab in diesem Jahr 15 Nummer-eins-Singles und 25 Nummer-eins-Alben.

## Singles
| ← 2008 ← | Liste der Nummer-eins-Hits in Frankreich (Top Singles) | Liste der Nummer-eins-Hits in Frankreich (Top Singles) | Liste der Nummer-eins-Hits in Frankreich (Top Singles) | 2010 →                    |
| \| Zeitraum \| Wo. ges. \| Interpret \| Titel Autor(en) \| Zusätzliche Informationen \| \| (Zeitraum, Wochen auf Platz eins, Interpret, Titel, Autor[en], zusätzliche Informationen) \| \| \| \| \| \| ----------------------------------------------------------------------------------------- \| -------- \| --------------------------- \| -------------------------------------------------------------------------------------------------------------------------------------------------------------------------------------------------------- \| ------------------------- \| \| 21. Dezember 2008 – 4. Januar 2009 3 Wochen (insgesamt 6) \| 6 \| Jason Mraz \| I’m Yours Jason Thomas Mraz \| – \| \| 5. Januar 2009 – 11. Januar 2009 1 Woche \| 1 \| Britney Spears \| Womanizer Nikeshia Michelle Briscoe, Rapheal Akinyemi \| – \| \| 12. Januar 2009 – 18. Januar 2009 1 Woche \| 1 \| Mikelangelo Loconte \| Tatoue-moi Jean-Pierre Pilot, Olivier Schultheis, William David Rousseau, Rodrigue Patrick Janois; Text: Patrice Guirao, Jules Dorieux \| – \| \| 19. Januar 2009 – 1. Februar 2009 2 Wochen \| 2 \| The Pussycat Dolls \| I Hate This Part Wayne Anthony Hector, Jonas Jeberg, Lucas Secon, Mich Hansen \| – \| \| 2. Februar 2009 – 1. März 2009 4 Wochen (insgesamt 7) \| 7 \| Lady Gaga \| Poker Face Stefani Germanotta, Nadir Khayat \| – \| \| 2. März 2009 – 15. März 2009 2 Wochen \| 2 \| Pep’s \| Libertà Florian Alain Peppuy \| – \| \| 16. März 2009 – 5. April 2009 3 Wochen (insgesamt 7) \| 7 \| Lady Gaga \| Poker Face Stefani Germanotta, Nadir Khayat \| – \| \| 6. April 2009 – 12. April 2009 1 Woche \| 1 \| Charlie Winston \| Like a Hobo Charlie Winston \| – \| \| 13. April 2009 – 7. Juni 2009 8 Wochen \| 8 \| Magic System feat. Khaled \| Même pas fatigué!!! Musik: Salif Traoré, Kohou Étienne Boué-bi, Adama Fanny, Narcisse Sodoua, Djamel Fezari, Mohamed Fezari, Aurélien Louis Mazin; Text: Salif Traoré, Khaled Hadj Brahim, Djamel Fezari \| – \| \| 8. Juni 2009 – 5. Juli 2009 4 Wochen \| 4 \| Helmut Fritz \| Ça m’énerve Musik: Laurent Konrad, Mohammadreza Sadeghin; Text: Eric Jean Greff \| – \| \| 6. Juli 2009 – 30. August 2009 8 Wochen \| 8 \| Pitbull \| I Know You Want Me (Calle Ocho) Armando Christian Perez, Daniel Seraphine, David James Wolinski, Stefano Bosco, Nicola Fasano, Patrick Gonella, Edward E. Bello \| – \| \| 31. August 2009 – 6. September 2009 1 Woche \| 1 \| Mylène Farmer \| Sextonik Musik: Laurent Pierre Marie Boutonnat; Text: Mylène Jeanne Gautier \| – \| \| 7. September 2009 – 4. Oktober 2009 4 Wochen \| 4 \| Tom Frager & Gwayav’ \| Lady Melody Thomas Sylvain Marc Frager \| – \| \| 5. Oktober 2009 – 11. Oktober 2009 1 Woche \| 1 \| David Guetta feat. Akon \| Sexy Bitch Pierre David Guetta, Jean-claude Sindres, Aliaune Thiam, Sandy Julien Wilhelm, Giorgio H. Tuinfort \| – \| \| 12. Oktober 2009 – 13. Dezember 2009 9 Wochen \| 9 \| Jena Lee \| J’aimerais tellement Sylvia Garcia \| – \| \| 14. Dezember 2009 – 22. Januar 2010 5 Wochen \| 5 \| Edward Maya & Vika Jigulina \| Stereo Love Edward Maya, Vika Jigulina \| – \| |                                                        |                                                        | |                           |
| ← 2008 |                                                        |                                                        | | → 2010 →                  |
| Zeitraum | Wo. ges.                                               | Interpret                                              | Titel Autor(en) | Zusätzliche Informationen |
| (Zeitraum, Wochen auf Platz eins, Interpret, Titel, Autor[en], zusätzliche Informationen) |                                                        |                                                        | |                           |
| 21. Dezember 2008 – 4. Januar 2009 3 Wochen (insgesamt 6) | 6                                                      | Jason Mraz                                             | I’m Yours Jason Thomas Mraz | –                         |
| 5. Januar 2009 – 11. Januar 2009 1 Woche | 1                                                      | Britney Spears                                         | Womanizer Nikeshia Michelle Briscoe, Rapheal Akinyemi | –                         |
| 12. Januar 2009 – 18. Januar 2009 1 Woche | 1                                                      | Mikelangelo Loconte                                    | Tatoue-moi Jean-Pierre Pilot, Olivier Schultheis, William David Rousseau, Rodrigue Patrick Janois; Text: Patrice Guirao, Jules Dorieux                                                                   | –                         |
| 19. Januar 2009 – 1. Februar 2009 2 Wochen | 2                                                      | The Pussycat Dolls                                     | I Hate This Part Wayne Anthony Hector, Jonas Jeberg, Lucas Secon, Mich Hansen | –                         |
| 2. Februar 2009 – 1. März 2009 4 Wochen (insgesamt 7) | 7                                                      | Lady Gaga                                              | Poker Face Stefani Germanotta, Nadir Khayat | –                         |
| 2. März 2009 – 15. März 2009 2 Wochen | 2                                                      | Pep’s                                                  | Libertà Florian Alain Peppuy | –                         |
| 16. März 2009 – 5. April 2009 3 Wochen (insgesamt 7) | 7                                                      | Lady Gaga                                              | Poker Face Stefani Germanotta, Nadir Khayat | –                         |
| 6. April 2009 – 12. April 2009 1 Woche | 1                                                      | Charlie Winston                                        | Like a Hobo Charlie Winston | –                         |
| 13. April 2009 – 7. Juni 2009 8 Wochen | 8                                                      | Magic System feat. Khaled                              | Même pas fatigué!!! Musik: Salif Traoré, Kohou Étienne Boué-bi, Adama Fanny, Narcisse Sodoua, Djamel Fezari, Mohamed Fezari, Aurélien Louis Mazin; Text: Salif Traoré, Khaled Hadj Brahim, Djamel Fezari | –                         |
| 8. Juni 2009 – 5. Juli 2009 4 Wochen | 4                                                      | Helmut Fritz                                           | Ça m’énerve Musik: Laurent Konrad, Mohammadreza Sadeghin; Text: Eric Jean Greff | –                         |
| 6. Juli 2009 – 30. August 2009 8 Wochen | 8                                                      | Pitbull                                                | I Know You Want Me (Calle Ocho) Armando Christian Perez, Daniel Seraphine, David James Wolinski, Stefano Bosco, Nicola Fasano, Patrick Gonella, Edward E. Bello                                          | –                         |
| 31. August 2009 – 6. September 2009 1 Woche | 1                                                      | Mylène Farmer                                          | Sextonik Musik: Laurent Pierre Marie Boutonnat; Text: Mylène Jeanne Gautier | –                         |
| 7. September 2009 – 4. Oktober 2009 4 Wochen | 4                                                      | Tom Frager & Gwayav’                                   | Lady Melody Thomas Sylvain Marc Frager | –                         |
| 5. Oktober 2009 – 11. Oktober 2009 1 Woche | 1                                                      | David Guetta feat. Akon                                | Sexy Bitch Pierre David Guetta, Jean-claude Sindres, Aliaune Thiam, Sandy Julien Wilhelm, Giorgio H. Tuinfort                                                                                            | –                         |
| 12. Oktober 2009 – 13. Dezember 2009 9 Wochen | 9                                                      | Jena Lee                                               | J’aimerais tellement Sylvia Garcia | –                         |
| 14. Dezember 2009 – 22. Januar 2010 5 Wochen | 5                                                      | Edward Maya & Vika Jigulina                            | Stereo Love Edward Maya, Vika Jigulina | –                         |

## Alben
| ← 2008 ← | Liste der Nummer-eins-Hits in Frankreich | Liste der Nummer-eins-Hits in Frankreich | Liste der Nummer-eins-Hits in Frankreich | 2010 →                    |
| \| Zeitraum \| Wo. ges. \| Interpret \| Titel \| Zusätzliche Informationen \| \| (Zeitraum, Wochen auf Platz eins, Interpret, Titel, zusätzliche Informationen) \| \| \| \| \| \| ------------------------------------------------------------------------------ \| -------- \| ------------------- \| ----------------------------------- \| ------------------------- \| \| 7. Dezember 2008 – 22. Februar 2009 12 Wochen (insgesamt 13) \| 13 \| Seal \| Soul \| – \| \| 23. Februar 2009 – 1. März 2009 1 Woche \| 1 \| U2 \| No Line on the Horizon \| – \| \| 2. März 2009 – 12. April 2009 6 Wochen \| 6 \| Les Enfoirés \| 2009: Les Enfoirés font leur cinéma \| – \| \| 13. April 2009 – 19. April 2009 1 Woche \| 1 \| Olivia Ruiz \| Miss météores \| – \| \| 20. April 2009 – 26. April 2009 1 Woche (insgesamt 2) \| 2 \| Calogero \| L’embellie \| – \| \| 27. April 2009 – 3. Mai 2009 1 Woche \| 1 \| Kery James \| Réel \| – \| \| 4. Mai 2009 – 10. Mai 2009 1 Woche (insgesamt 2) \| 2 \| Calogero \| L’embellie \| – \| \| 11. Mai 2009 – 17. Mai 2009 1 Woche \| 1 \| Green Day \| 21st Century Breakdown \| – \| \| 18. Mai 2009 – 24. Mai 2009 1 Woche \| 1 \| Eminem \| Relapse \| – \| \| 25. Mai 2009 – 7. Juni 2009 2 Wochen \| 2 \| Christophe Willem \| Caféine \| – \| \| 8. Juni 2009 – 14. Juni 2009 1 Woche \| 1 \| Placebo \| Battle for the Sun \| – \| \| 15. Juni 2009 – 28. Juni 2009 2 Wochen (insgesamt 12) \| 12 \| The Black Eyed Peas \| The E.N.D. \| – \| \| 29. Juni 2009 – 5. Juli 2009 1 Woche \| 1 \| Michael Jackson \| The Collection \| – \| \| 6. Juli 2009 – 12. Juli 2009 1 Woche (insgesamt 2) \| 2 \| Grégoire \| Toi + moi \| – \| \| 13. Juli 2009 – 9. August 2009 4 Wochen \| 4 \| Charlie Winston \| Hobo \| – \| \| 10. August 2009 – 16. August 2009 1 Woche (insgesamt 2) \| 2 \| Grégoire \| Toi + moi \| – \| \| 17. August 2009 – 23. August 2009 1 Woche (insgesamt 12) \| 12 \| The Black Eyed Peas \| The E.N.D. \| – \| \| 24. August 2009 – 30. August 2009 1 Woche \| 1 \| David Guetta \| One Love \| – \| \| 31. August 2009 – 6. September 2009 1 Woche \| 1 \| Marc Lavoine \| Volume 10 \| – \| \| 7. September 2009 – 13. September 2009 1 Woche \| 1 \| M \| Mister Mystère \| – \| \| 14. September 2009 – 20. September 2009 1 Woche \| 1 \| Muse \| The Resistance \| – \| \| 21. September 2009 – 27. September 2009 1 Woche \| 1 \| Mika \| The Boy Who Knew Too Much \| – \| \| 28. September 2009 – 11. Oktober 2009 2 Wochen \| 2 \| Johnny Hallyday \| Tour 66 – Stade de France 2009 \| – \| \| 12. Oktober 2009 – 25. Oktober 2009 2 Wochen \| 2 \| Renan Luce \| Le clan des miros \| – \| \| 26. Oktober 2009 – 15. November 2009 3 Wochen \| 3 \| Michael Jackson \| This Is It \| – \| \| 16. November 2009 – 22. November 2009 1 Woche \| 1 \| Diam’s \| S.O.S. \| – \| \| 23. November 2009 – 6. Dezember 2009 2 Wochen \| 2 \| Renaud \| Molly Malone – Balade irlandaise \| – \| \| 7. Dezember 2009 – 13. Dezember 2009 1 Woche \| 1 \| Mylène Farmer \| Nº 5 On Tour \| – \| \| 14. Dezember 2009 – 12. Februar 2010 8 Wochen (insgesamt 12) \| 12 \| The Black Eyed Peas \| The E.N.D. \| – \| |                                          |                                          |                                          |                           |
| ← 2008 |                                          |                                          |                                          | → 2010 →                  |
| Zeitraum | Wo. ges.                                 | Interpret                                | Titel                                    | Zusätzliche Informationen |
| (Zeitraum, Wochen auf Platz eins, Interpret, Titel, zusätzliche Informationen) |                                          |                                          |                                          |                           |
| 7. Dezember 2008 – 22. Februar 2009 12 Wochen (insgesamt 13) | 13                                       | Seal                                     | Soul                                     | –                         |
| 23. Februar 2009 – 1. März 2009 1 Woche | 1                                        | U2                                       | No Line on the Horizon                   | –                         |
| 2. März 2009 – 12. April 2009 6 Wochen | 6                                        | Les Enfoirés                             | 2009: Les Enfoirés font leur cinéma      | –                         |
| 13. April 2009 – 19. April 2009 1 Woche | 1                                        | Olivia Ruiz                              | Miss météores                            | –                         |
| 20. April 2009 – 26. April 2009 1 Woche (insgesamt 2) | 2                                        | Calogero                                 | L’embellie                               | –                         |
| 27. April 2009 – 3. Mai 2009 1 Woche | 1                                        | Kery James                               | Réel                                     | –                         |
| 4. Mai 2009 – 10. Mai 2009 1 Woche (insgesamt 2) | 2                                        | Calogero                                 | L’embellie                               | –                         |
| 11. Mai 2009 – 17. Mai 2009 1 Woche | 1                                        | Green Day                                | 21st Century Breakdown                   | –                         |
| 18. Mai 2009 – 24. Mai 2009 1 Woche | 1                                        | Eminem                                   | Relapse                                  | –                         |
| 25. Mai 2009 – 7. Juni 2009 2 Wochen | 2                                        | Christophe Willem                        | Caféine                                  | –                         |
| 8. Juni 2009 – 14. Juni 2009 1 Woche | 1                                        | Placebo                                  | Battle for the Sun                       | –                         |
| 15. Juni 2009 – 28. Juni 2009 2 Wochen (insgesamt 12) | 12                                       | The Black Eyed Peas                      | The E.N.D.                               | –                         |
| 29. Juni 2009 – 5. Juli 2009 1 Woche | 1                                        | Michael Jackson                          | The Collection                           | –                         |
| 6. Juli 2009 – 12. Juli 2009 1 Woche (insgesamt 2) | 2                                        | Grégoire                                 | Toi + moi                                | –                         |
| 13. Juli 2009 – 9. August 2009 4 Wochen | 4                                        | Charlie Winston                          | Hobo                                     | –                         |
| 10. August 2009 – 16. August 2009 1 Woche (insgesamt 2) | 2                                        | Grégoire                                 | Toi + moi                                | –                         |
| 17. August 2009 – 23. August 2009 1 Woche (insgesamt 12) | 12                                       | The Black Eyed Peas                      | The E.N.D.                               | –                         |
| 24. August 2009 – 30. August 2009 1 Woche | 1                                        | David Guetta                             | One Love                                 | –                         |
| 31. August 2009 – 6. September 2009 1 Woche | 1                                        | Marc Lavoine                             | Volume 10                                | –                         |
| 7. September 2009 – 13. September 2009 1 Woche | 1                                        | M                                        | Mister Mystère                           | –                         |
| 14. September 2009 – 20. September 2009 1 Woche | 1                                        | Muse                                     | The Resistance                           | –                         |
| 21. September 2009 – 27. September 2009 1 Woche | 1                                        | Mika                                     | The Boy Who Knew Too Much                | –                         |
| 28. September 2009 – 11. Oktober 2009 2 Wochen | 2                                        | Johnny Hallyday                          | Tour 66 – Stade de France 2009           | –                         |
| 12. Oktober 2009 – 25. Oktober 2009 2 Wochen | 2                                        | Renan Luce                               | Le clan des miros                        | –                         |
| 26. Oktober 2009 – 15. November 2009 3 Wochen | 3                                        | Michael Jackson                          | This Is It                               | –                         |
| 16. November 2009 – 22. November 2009 1 Woche | 1                                        | Diam’s                                   | S.O.S.                                   | –                         |
| 23. November 2009 – 6. Dezember 2009 2 Wochen | 2                                        | Renaud                                   | Molly Malone – Balade irlandaise         | –                         |
| 7. Dezember 2009 – 13. Dezember 2009 1 Woche | 1                                        | Mylène Farmer                            | Nº 5 On Tour                             | –                         |
| 14. Dezember 2009 – 12. Februar 2010 8 Wochen (insgesamt 12) | 12                                       | The Black Eyed Peas                      | The E.N.D.                               | –                         |